# 구홍
구홍(具鴻,? ~ ? )은 고려 말기의 문신으로, 본관은 능성(綾城), 호는 송은(松隱)이다. 고려에 대한 절개를 지킨 충신인 두문동 72현 가운데 한 사람이다.
1379년 밀직부사가 되었다.
1388년 창왕의 제위기에 우정승(右政丞)에 이르렀으나, 고려가 망하자 두문동(杜門洞)에 들어가 절의를 지켰다. 1403년(태종 3년) 사후 좌정승(左政丞)에 추증되었다.